# Központi Hitelinformációs Rendszer
A Központi Hitelinformációs Rendszer (rövidítve: KHR, a köznyelvben gyakran KHR-lista) 2006-ban jött létre a korábbi Bankközi Adós- és Hitelinformációs Rendszer (BAR, a köznyelvben BAR-lista) jogutódjaként.

## Leírása
A Központi Hitelinformációs Rendszer a hazai pénzügyi szolgáltatást nyújtó intézmények által közösen fenntartott információs rendszer és adatbázis, amely az adatkezelést elektronikus eszközökkel, automatizáltan végzi. A KHR egy pozitív adóslista, amely minden, a  meghatározott, hitel- és hitel jellegű szerződést nyilvántart, és ezen túlmenően kezeli a szerződésekhez tartozó események, fizetési késedelmek, mulasztások, csalások, visszaélések adatait is.
A KHR-ben megvalósult adatkezelés célja a nyilvántartott személyek, ügyfelek hitelképességének objektív, körültekintő és megalapozott megállapítása, a túlzott mértékű eladósodás megakadályozása, a felelős hitelnyújtás és a felelős hitelfelvétel körülményeinek biztosítása, mindezek által a hitelezési kockázat csökkentése.
A KHR a korábban BAR néven köztudatba került nyilvántartás jogutódja. A BAR egy negatív listás adósnyilvántartás volt, így csak azoknak az adósoknak az adatait kezelte, amelyek hitelszerződéseik visszafizetése kapcsán már mulasztásba estek.
A jelenlegi KHR és jogelődje, a BAR üzemeltetője 1995 óta folyamatosan a BISZ Központi Hitelinformációs Zártkörűen működő részvénytársaság (BISZ Zrt.). A BISZ Zrt. főtevékenysége a hitelreferencia-szolgáltatás nyújtása. A BISZ Zrt. 100%-os tulajdonosa a GIRO Zrt., amely a Magyar Nemzeti Bank tulajdonában van. Működését teljes egészében a 2011. évi CXXII. törvény szabályozza.